# Eimeria ivanae
Eimeria ivanae is een soort in de taxonomische indeling van de Myzozoa, een stam van microscopische parasitaire dieren. Het organisme komt uit het geslacht Eimeria en behoort tot de familie Eimeriidae. Eimeria ivanae werd in 1981 ontdekt door Lom & Dyková.